# 391 aC
El 391 aC va ser un any del calendari romà prejulià. Durant la República Romana i l'Imperi, era conegut com a any del tribunat de Triciptí, Medul·lí, Camerí, Fus i els Mamercins (o, més rarament, any 363 ab urbe condita). L'ús del nom «391 aC» per referir-se a aquest any es remunta a l'alta edat mitjana, quan el sistema Anno Domini va ser el mètode de numeració dels anys més comú a Europa.

## Esdeveniments

### Antiga Grècia
- En el context de la Guerra de Corint va tenir lloc la batalla de Lequeu, on es van enfrontar els exèrcits d'Atenes i d'Esparta. La batalla va acabar amb la victòria atenenca. La batalla és important perquè és la primera ocasió en la història grega en la qual els peltastes derroten els hoplites espartans.[2]
- Acarnània estava en guerra amb Acaia, que s'havia apoderat de Calidó. Acaia va demanar ajuda a Esparta que va enviar un exèrcit dirigit per Agesilau II que va assolar el país sense cap resultat positiu.[3]
- Dífrides, militar espartà, va ser enviat a l'Àsia menor després de la mort de Tibró en una emboscada, per emportar-se el cos del general i les restes de l'exèrcit. Va reunir tropes noves en els estats aliats i va seguir la guerra contra el sàtrapa Estrutes.[4]

### Roma
- Marc Furi Camil va ser nomenat altre cop interrex per oficiar els auspicis, ja que els altres magistrats havien estat afectats per una epidèmia, en la que el mateix Camil va perdre un fill. El tribú de la plebs Luci Apuleu el va acusar de distribuir en benefici propi el botí que havia aconseguit a Veios, i va haver de sortir cap a l'exili a Ardea. Va ser condemnat en absència a pagar una multa de 15.000 asos.[5][6]
- Aquell any van ser elegits sis tribuns amb potestat consular: Luci Lucreci Flavus Triciptí, Luci Furi Medul·lí, Servi Sulpici Camerí, Agripa Furi Fus, Luci Emili Mamercí i Gai Emili Mamercí. Flavus Triciptí i Gai Emili Mamercí van derrotar la ciutat etrusca de Volsinii, que havia atacat Roma però va ser rebutjada. Els romans els van fer vuit mil presoners, i van haver de pactar una treva de 20 anys i restituir el botí que havien fet pel camí, a més de proporcionar la paga de l'exèrcit romà durant 12 mesos.[7]
- Servi Sulpici Camerí va fer la guerra a Salpinum, una altra ciutat etrusca, la va assaltar i en va treure un gran botí.[8]